# Henonemus macrops
Henonemus macrops är en fiskart som först beskrevs av Franz Steindachner 1882.  Henonemus macrops ingår i släktet Henonemus och familjen Trichomycteridae. Inga underarter finns listade i Catalogue of Life.